# Смирнов, Михаил Николаевич (футболист)
Михаи́л Никола́евич Смирно́в (1881 (?), Москва, Российская империя — 1957 (?)) — российский футболист, играл на позиции нападающего.

## Карьера
Начал карьеру Михаил Смирнов в клубе «Быково», затем выступал за СКС, а потом за «Унион».
В составе сборной Москвы серебряный призёр чемпионата Российской империи 1912 года.
В составе «Униона» серебряный призёр чемпионата Москвы 1914 года.
В сборной России Смирнов провёл 2 матча и две игры провёл в составе олимпийской команды, на первой для российских футболистов Олимпиаде 1912 года, на которой россияне проиграли обе игры.

## Статистика
| Матчи Смирнова за сборную России | Матчи Смирнова за сборную России | Матчи Смирнова за сборную России | Матчи Смирнова за сборную России | Матчи Смирнова за сборную России | Матчи Смирнова за сборную России |
| Дата                             | Место проведения                 | Оппонент                         | Счёт                             | Голы                             | Соревнование                     |
| -------------------------------- | -------------------------------- | -------------------------------- | -------------------------------- | -------------------------------- | -------------------------------- |
| 30 июня 1912                     | Стокгольм                        | Финляндия                        | 1-2                              | -                                | Олимпиада 1912                   |
| 1 июля 1912                      | Стокгольм                        | Германия                         | 0-16                             | -                                | Олимпиада 1912                   |
| 3 июля 1912                      | Транеберг                        | Норвегия                         | 1-2                              | -                                | Товарищеский матч                |
| 12 июля 1912                     | Москва                           | Венгрия                          | 0-9                              | -                                | Товарищеский матч                |